# Zaros
Zaros (griechisch: Ζαρός) ist ein Bergdorf und eine ehemalige Gemeinde  auf der griechischen Insel Kreta. Seit der Kommunalreform von 2011 ist der Ort Teil der Gemeinde Festos. Die pittoreske Lage an der Südabdachung des Psiloritis-Massiv macht das Dorf im Sommerhalbjahr zu einem viel besuchten Ausflugsziel und Ausgangspunkt für Bergwanderungen. Nahe der Ortschaft wird ein Mineralwasser abgefüllt, das auch außerhalb Kretas bekannt ist.

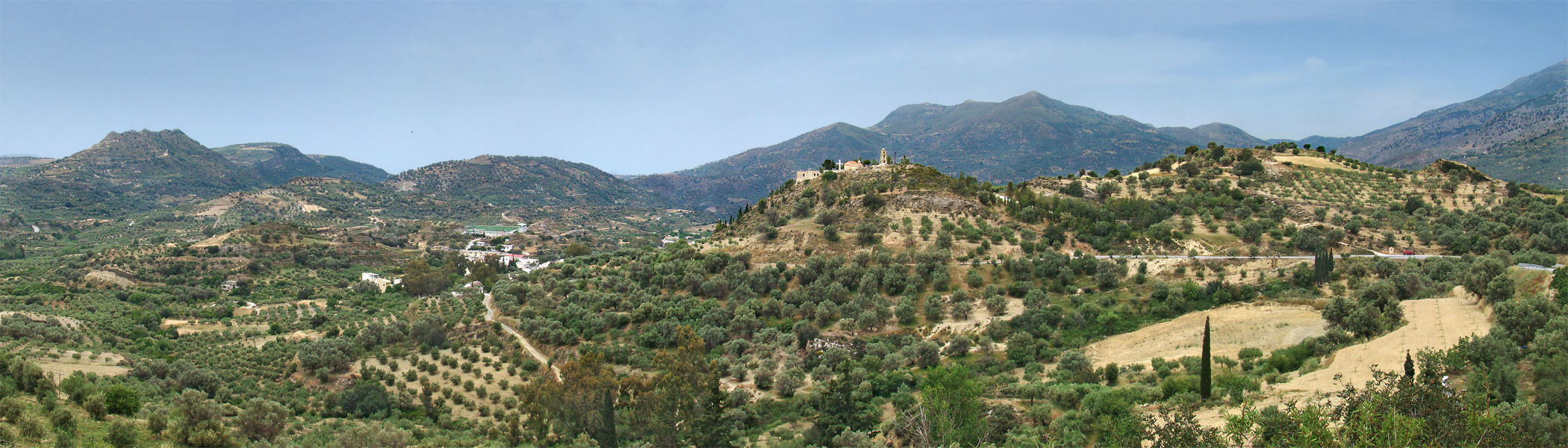
Kulturland um Zaros am Fuß des Psiloritis-Gebirges

## Lage
Zaros liegt in den südlichen Ausläufern des Psiloritis-Gebirges auf einer Höhe von 340 Meter. Der Ort ist 44 Kilometer von der Inselhauptstadt Iraklio entfernt, die am nächsten gelegenen größeren Ortschaften sind Agia Varvara (Gortyna) und Mires in der Messara-Ebene. Zum Touristenort Matala an der Südlküste des Libyschen Meeres sind es 28 Kilometer.

## Wirtschaft und Tourismus

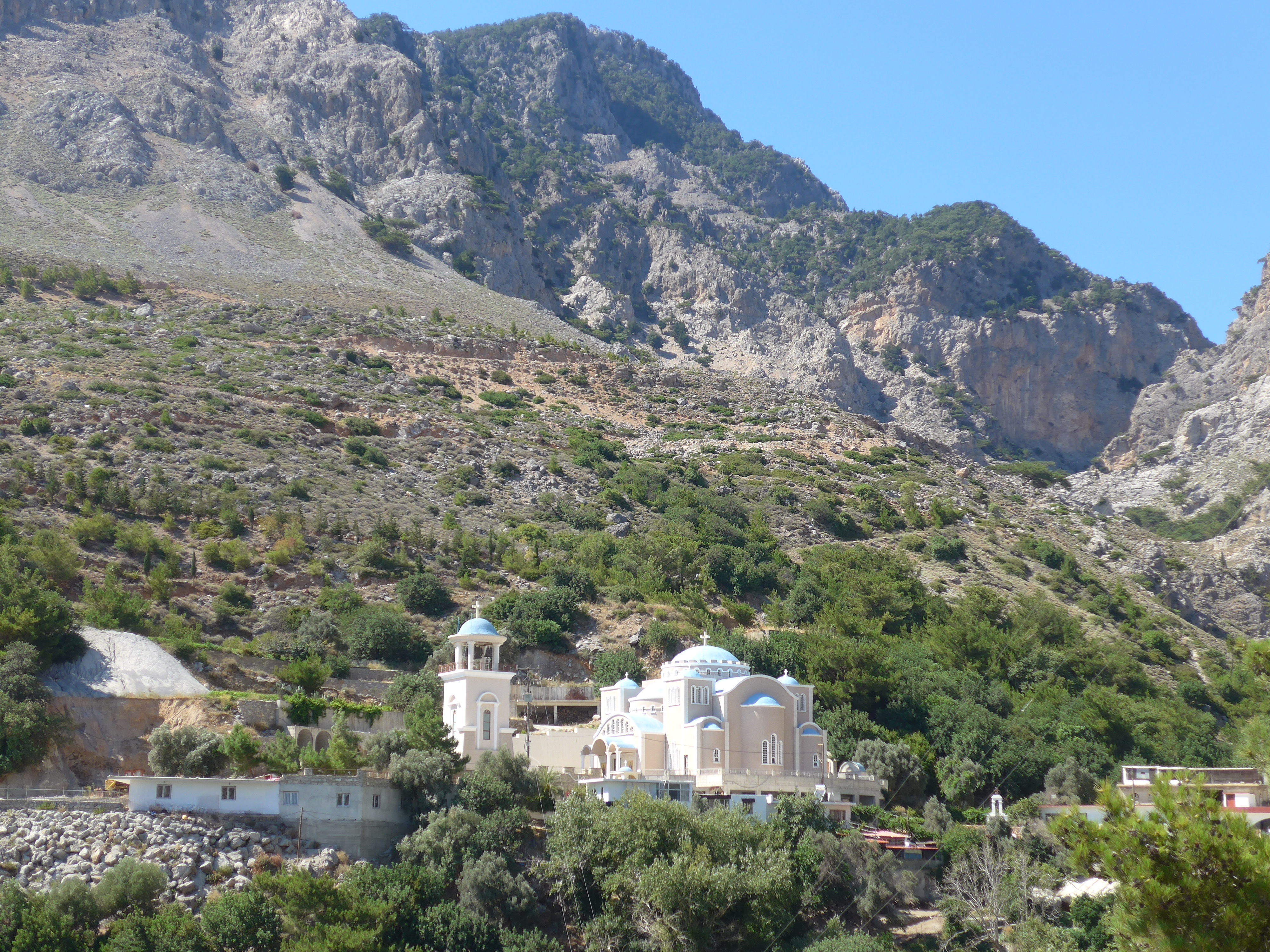
Kloster Agios Nikolaos am Ausgang der Rouvas-Schucht (rechter Bildrand)

Die Region um Zaros ist seit alters her für seinen Wasserreichtum bekannt. In der Antike wurde von Zaros aus die in der Messara-Ebene gelegene römische Stadt Gortyn durch ein Aquädukt mit Wasser versorgt. Aus dem 16. Jahrhundert sind noch traditionelle Wassermühlen erhalten. Aus der Sterna-Quelle nördlich von Zaros werden je nach Jahreszeit 100 bis 200 Kubikmeter Mineralwasser pro Stunde gefördert, es wird vor Ort abgefüllt und ist in vielen Geschäften auf der Insel erhältlich. 2017 wurde es als eines der weltbesten Mineralwässer ausgezeichnet.
Die Bevölkerung lebt in erster Linie von der Landwirtschaft. Im Umland gibt es weitläufige Olivenhaine und Weinberge, die Trauben werden überwiegend für die Produktion von Sultaninen verwendet.

### Touristische Bedeutung
Zaros ist im Sommerhalbjahr von den Badeorten Matala und Agia Galini ein schnell erreichbares Ausflugsziel. Im Ort gibt es mehrere Tavernen, die Forellen aus einer nahegelegenen Forellenzucht servieren. Einige kleinere Beherbergungsbetriebe werden vornehmlich von Wanderern gebucht.
Westlich von Zaros erreicht man in Richtung Vorizia auf einer Nebenstraße Moni Vrontisi. Mit einer bis ins 14. Jahrhundert zurückreichenden Geschichte zählt das orthodoxe Kloster zu den bedeutendsten Abteien Kretas.

### Wanderwege

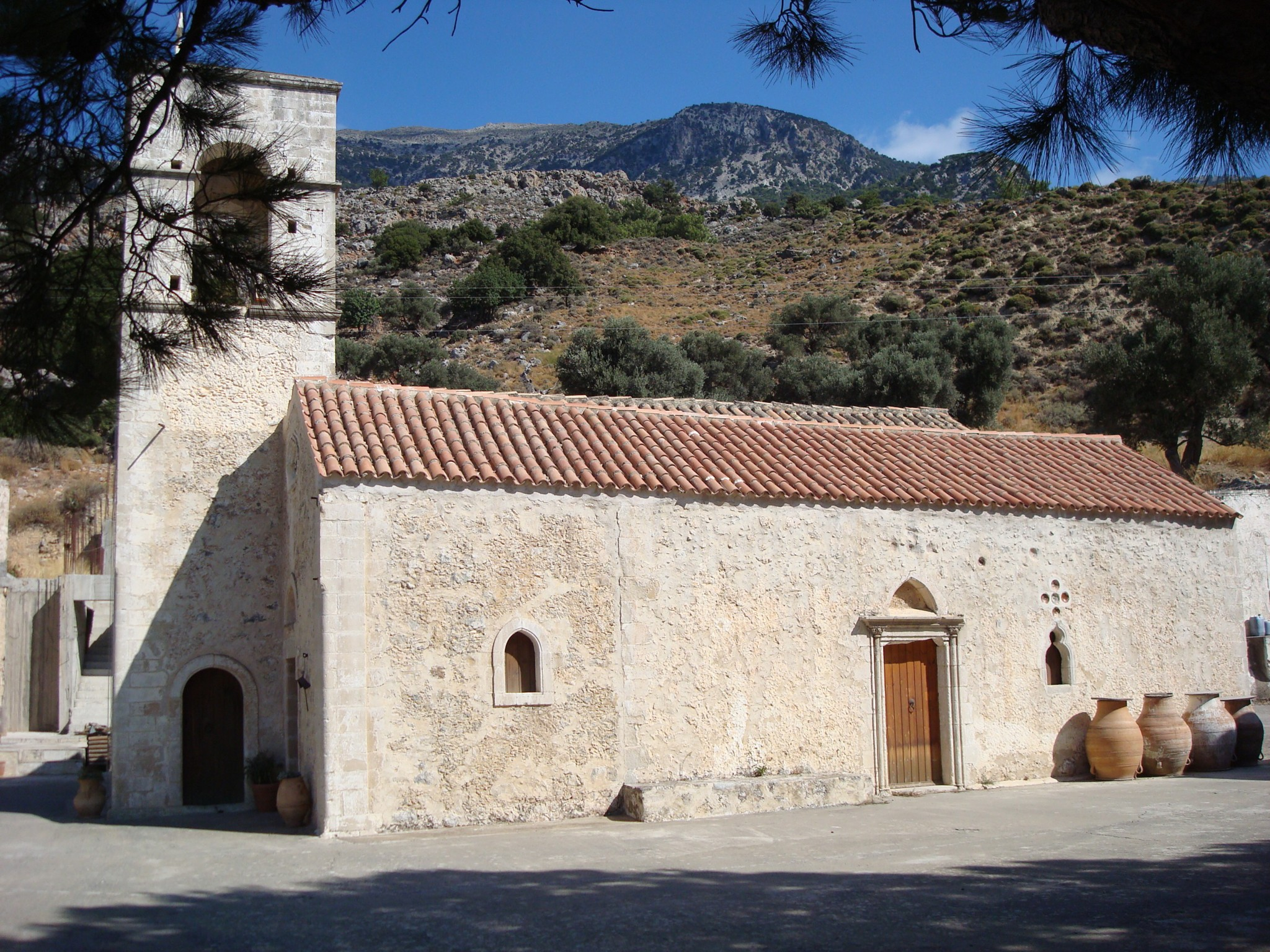
Kloster Vrontisi

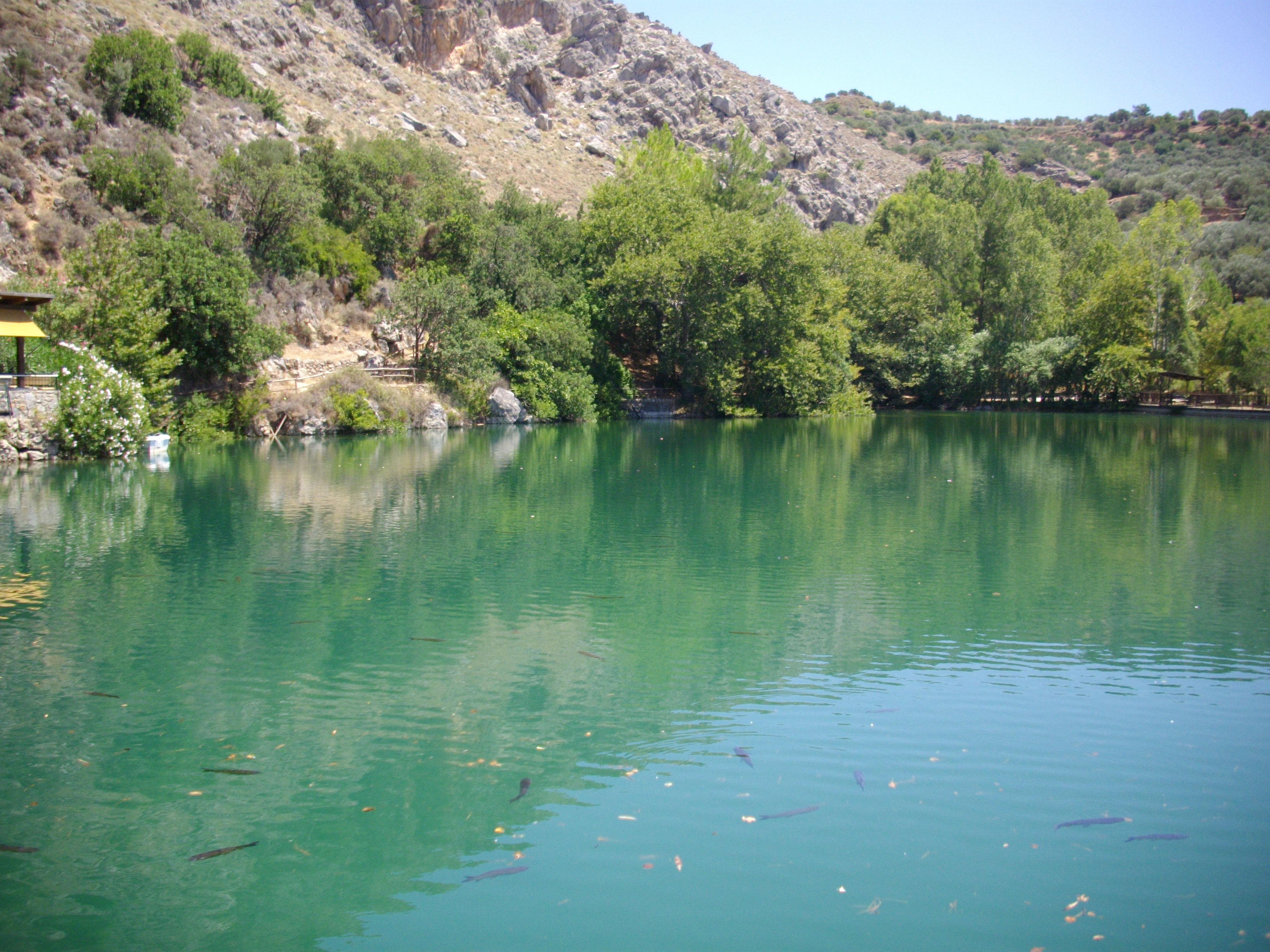
Votomos-See oberhalb von Zaros

Am Votomos-See oberhalb von Zaros beginnt die Rouvas-Schlucht, durch welche man ins Psiloritis-Gebirge aufsteigen kann. Auf dem Weg zum Schluchteingang kommt man an Agios Nikolaos vorbei, einem weiteren orthodoxen Kloster.
Im Süden von Zaros kann vom Weiler Panagia, er ist nach einer dreischiffigen Marienkirche benannt, über die Kirche Agios Charalambos zum Olivenbaum von Paliama gewandert werden. Mit einem geschätzten Alter von 3000 Jahren gilt dieser als einer der ältesten Ölbäume der Welt.

## Zaros in der Literatur
In dem 1944 erschienenen Roman „Der Seeadler“ von James Aldridge wird die Geschichte von einer Freundschaft zwischen einem kretischen Partisanen und zwei australischen Soldaten erzählt, die sich von einem Barbier in Zaros (im Text „Saros“) rasieren lassen. Die Story spielt in den 1940er Jahren im Krieg um Kreta.

## In der Nähe
- Kamares-Höhle